# Paracyclops
Genre
Paracyclops est un genre de  petits crustacés d'eau douce de la sous-classe des copépodes, de la famille des Cyclopidae

## Liste partielle des espèces
- Paracyclops bettyae Maneval, 1936
- Paracyclops chiltoni (Thomson G.M., 1883)
- Paracyclops fimbriatus (Fischer, 1853)
- Paracyclops imminutus Kiefer, 1929
- Paracyclops poppei (Rehberg, 1880)
- Paracyclops waiariki (trouvé dans des eaux thermales de Nouvelle-Zélande[1]